# Filtr wewnętrzny

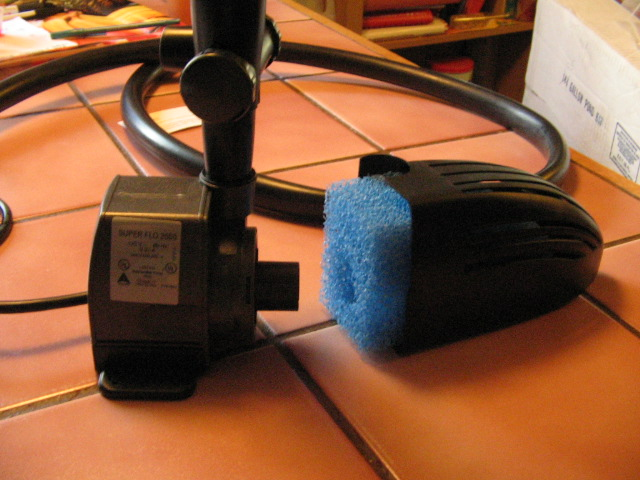
filtr wewnętrzny z gąbkowym wkładem filtrującym

Filtr wewnętrzny – filtr znajduje się wewnątrz akwarium, obieg wody w akwarium wymusza pompa lub napowietrzacz (brzęczyk).
Najczęściej stosuje się potrójną filtrację:
- mechaniczną poprzez gąbkę
- biologiczną poprzez zeolit
- chemiczną poprzez węgiel aktywny
Co pewien  czas trzeba czyścić gąbkę z zanieczyszczeń, które na niej osiadły.